# Pap (anatomia)

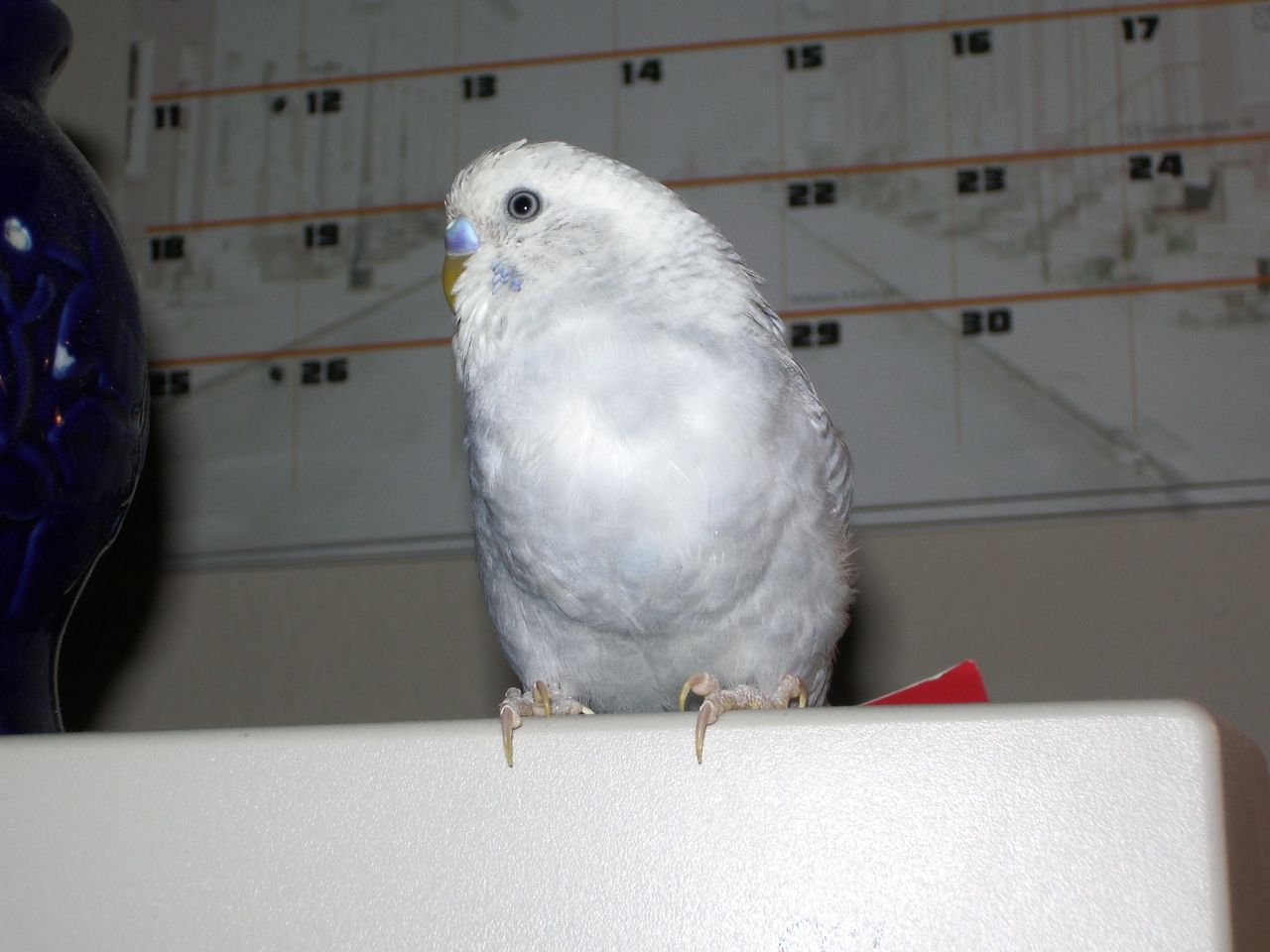
Un periquito mascle amb el pap ple després de menjar.

El pap és una bossa membranosa que forma part del sistema digestiu d'alguns animals, comunicat amb l'esòfag i utilitzat per acumular aliment per digerir-lo lentament. Es troba en gastròpodes, cucs de terra, sangoneres, insectes, ocells, i fins i tot alguns dinosaures.
En ocells, forma part del seu sistema digestiu, i essencialment és una part engrandida de l'esòfag. Com en la majoria d'organismes que tenen pap, l'utilitzen per emmagatzemar temporalment aliment. No tots els ocells en tenen. La major part dels rapinyaires, com falcons, àguiles o voltors en tenen, però els mussols no.